# Mykoła Mychajłenko
Mykoła Mykołajowycz Mychajłenko, ukr. Микола Миколайович Михайленко (ur. 22 maja 2001 w Warwie, w obwodzie czernihowskim) – ukraiński piłkarz grający na pozycji pomocnika.

## Kariera piłkarska

### Kariera klubowa
Wychowanek klubów Jewropa Pryłuki i Peremożeć Kijów oraz Akademii Piłkarskiej Dynamo Kijów, barwy których bronił w juniorskich mistrzostwach Ukrainy (DJuFL). 20 sierpnia 2020 roku rozpoczął karierę piłkarską w drużynie młodzieżowej Dynamo Kijów U-21. 21 lipca 2021 został wypożyczony do Czornomorca Odessa. 18 lipca 2022 ponownie został wypożyczony, tym razem do Zorii Ługańsk.

### Kariera reprezentacyjna
W 2019 debiutował w juniorskiej reprezentacji Ukrainy U-18. Od 2020 roku występował w młodzieżowej reprezentacji.